# Martial Club Stunt Team
Martial Club Stunt Team es un equipo de dobles de riesgo y actores especialistas en las artes marciales, reconocidos dentro de la comunidad asiática en Estados Unidos y varios países de Asia.

## Inicios
Creada en el año 2013 por los hermanos vietnamitas-estadounidenses, Andy y Brian Le, junto con Daniel Mah y Joseph Le, el grupo constantemente trabaja dirigiendo, coreografiando y montando escenas de acción en películas de Hollywood, así cómo en producciones de asiáticas en California.

## Trabajos

### Películas de Andy Le

#### Cine
| Año  | Título                                     | Personaje        |
| ---- | ------------------------------------------ | ---------------- |
| 2014 | Miss Earth                                 | Kisma            |
| 2015 | The Challenger                             | Danny            |
| 2016 | Battle for the Green Destiny               | Li Mu Bai        |
| 2017 | Luc Van Tien: Tuyet Dinh Kungfu            | Dusher Bui's men |
| 2017 | Supreme Art of War                         | Stephen          |
| 2020 | The Paper Tigers                           | Fu               |
| 2021 | Shang-Chi y la leyenda de los Diez Anillos | Death-Dealer     |
| 2021 | Everything Everywhere All at Once          | ?                |

### Películas de Brian Le

#### Cine
| Año  | Título                                     | Personaje       |
| ---- | ------------------------------------------ | --------------- |
| 2014 | Miss Earth                                 | Doble de riesgo |
| 2015 | The Challenger                             | Doble de riesgo |
| 2016 | Battle for the Green Destiny               | Doble de riesgo |
| 2017 | Luc Van Tien: Tuyet Dinh Kungfu            | Doble de riesgo |
| 2017 | Supreme Art of War                         | Doble de riesgo |
| 2020 | The Paper Tigers                           | Doble de riesgo |
| 2021 | Shang-Chi y la leyenda de los Diez Anillos | Doble de riesgo |
| 2021 | Everything Everywhere All at Once          | Doble de riesgo |

### Películas de Joseph Le

#### Director
| Año  | Título                          |
| ---- | ------------------------------- |
| 2016 | Kung Fu Tea Commercial          |
| 2017 | The Red Cocoon                  |
| 2017 | Elf V. Santa: Dawn of Christmas |
| 2018 | Til We Descend                  |
| 2018 | Pokémon Kung Fu                 |
| 2018 | Red Rising: Blood and Smoke     |
| 2019 | Afro Samurai Champloo           |
| 2019 | Kawaii Death Metal God          |
| 2020 | Mulan:An East Side Story        |
| 2021 | Twisting Tiger                  |

#### Actor
| Año  | Título                                     | Personaje      |
| ---- | ------------------------------------------ | -------------- |
| 2015 | Live Action Smash Bros: little Mac vs Ness | Little Mac     |
| 2015 | Double Pump                                | Paciente       |
| 2016 | The Last Slice                             | Red            |
| 2016 | Avenging Alex: Rising Tiger X Turtle Wave  | Joey           |
| 2016 | Kung Fu Tea Commercial                     | GMU Estudiante |
| 2017 | The Red Cocoon                             | Chico          |
| 2017 | Hand.Gun                                   | Chico malo #1  |
| 2017 | Elf V. Santa: Dawn of Christmas            | Elfo           |
| 2018 | Shenume Yokosuka Blues                     | Nagashima      |
| 2018 | Pokémon Kung Fu                            | Ash            |
| 2018 | Red Rising: Blood and Smoke                | Joey           |
| 2020 | Silverback                                 | Cole           |

#### Doble de riesgo
| Título                                     | Función/Trabajo                           |
| ------------------------------------------ | ----------------------------------------- |
| The Last Slice                             | Diseño de acción                          |
| Avenging Alex: Rising Tiger X Turtle Wave  | Asistente director acción/Doble de riesgo |
| Mulan: An East Side Story                  | Director de acción                        |
| Saint Seiya: Knights of the Zodiac         | Diseño de acción                          |
| Kung Fu Tea Commercial                     | Director acción/Doble de riesgo           |
| Twisting Tiger                             | Director de acción                        |
| Everything Everywhere All at Once          | Doble de riesgo                           |
| Elf V. Santa: Dawn of Christmas            | Diseño de acción                          |
| Shenume Yokosuka Blues                     | Asistente director acción/Doble de riesgo |
| Shang-Chi y la leyenda de los Diez Anillos | Diseño de acción                          |
| Red Rising: Blood and Smoke                | Diseño de acción                          |
| Silverback                                 | Doble de riesgo                           |
| The Fallen                                 | Coordinador peleas                        |
| Afro Samurai Champloo                      | Director de acción                        |

### Películas de Daniel Mah

#### Cine
| Año  | Título                                     | Personaje        |
| ---- | ------------------------------------------ | ---------------- |
| 2021 | Shang-Chi y la leyenda de los Diez Anillos | Doble riesgo     |
| 2017 | Supreme Art of War                         | Cabeza de Dragón |
| 2017 | Tiger: Longer Uncut Fight Scene            | Fighter 8        |
| 2016 | Golden Arms Returns                        | Fung Xi Yuk      |
| 2014 | The Jade Trader                            | Paciente         |